# John Connally
John Bowden Connally, Jr. (født 27. februar 1917, død 15. juni 1993) var en magtfuld amerikansk politiker fra staten Texas. Han blev først medlem af det demokratiske parti, men i 1973, da Watergate-skandalen toppede, skiftede han til det republikanske parti.
Connally blev født ind i en stor familie i Floresville, administrativt centrum Wilson County, syd for San Antonio. Han blev uddannet fra The University of Texas School of Law, hvor han var præsident for studenterforeningen. Under 2. verdenskrig var han i tjeneste hos United States Navy.
Han blev senere assistent for Lyndon B. Johnson, da denne var ungt medlem af USAs Kongres og han holdt disse bånd til Johnson resten af sin karriere. Under Vietnamkrigen opfordrede Connally kraftigt Johnson til hurtigst muligt at afslutte den uanset midlerne.
I 1961 udråbte præsident John F. Kennedy på Johnson opfordring Connally til Secretary of the Navy. Connally fratrådte 11 måneder senere denne post for at stille op til guvernørvalget i Texas. Han blev valgt som guvernør i Texas i november 1962 og denne post besad han indtil 1969.
Den 22. november 1963 blev han alvorligt såret, da han kørte i præsident Kennedys bil i Dallas, og attentatet mod præsidenten skete. Både Conally og han kone, som også kørte i bilen, slog siden fast, at de hørte alle skuddene komme fra samme retning og ingen af den troede på konspirationsteorierne.
Siden tjente Connally som Secretary of Treasury mellem 1971 og 1972, og i 1973 var han en af topkandidaterne som vicepræsident til Richard Nixon, men Nixon valgte i sidste ende Gerald Ford.
I januar 1979 annoncerede Connally, at han ville søge republikanernes nominering for præsidentvalget i 1980. Han blev betragtet som en stor leder og han rejste flere penge end nogen anden kandidat. Connally brugte pengene nationalt, mens George Bush brugte sin tid og penge i de tidligere stater og vandt Iowa cactus og blev dermed alternativet til den populære konservative førstemand Ronald Reagan. Efter dette hjalp Connally Reagan til sejr i hjemmestaten Texas. Connally og Bush kunne nemlig ikke udstå hinanden.
I 1986 søgte Conally om konkurserklæring efter nogle fejlslagne forretninger i Houston. Han døde i sommeren 1993.